# 934

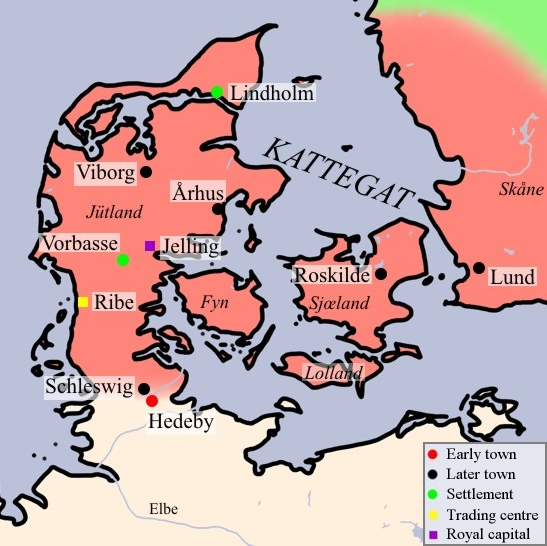
Kaart van Denemarken met Hedeby (links).

Het jaar 934 is het 34e jaar in de 10e eeuw volgens de christelijke jaartelling.

## Gebeurtenissen

### Byzantijnse Rijk
- Zomer - De Magyaren sluiten een alliantie met de Petsjenegen en voeren een plundertocht door Thracië. De nomadenhorden brengen veel schade toe aan de bevolking en ze bedreigen Constantinopel. Keizer Romanos I wordt gedwongen schatting te betalen en sluit met de Magyaren een vredesverdrag.

### Europa
- Koning Hendrik I ("de Vogelaar") voert een veldtocht in het noorden en verslaat de Deense Vikingen in Denemarken. Hij verovert de handelsnederzetting Hedeby (huidige Sleeswijk-Holstein).
- Arnulf I ("de Grote"), graaf van Vlaanderen, sluit een vredesverdrag met Herbert II. Hij treedt in het huwelijk met diens 18-jarige dochter Aleidis van Vermandois.
- Kalief Abd al-Rahman III van Córdoba voert militaire acties uit tegen de christelijke rijken in noord-Spanje.
- Eerste schriftelijke vermelding van Auffe (huidige België).

## Geboren
- Dong Yuan, Chinees kunstschilder (waarschijnlijke datum)